# Centro de Capacitación Musical y Desarrollo de la Cultura Mixe
El Centro de Capacitación Musical y Desarrollo de la Cultura Mixe (Cecam, oficialmente CECAM) es una institución mexicana de enseñanza de música ubicada en la comunidad de Santa María Tlahuitoltepec, Oaxaca, México. Pertenece al Consejo Nacional para la Cultura y las Artes. Se fundó en 1977, con el fin de formar profesionales en la música de viento en las áreas técnica y artística. Junto a la Escuela de Bellas Artes de Oaxaca de la Universidad Autónoma Benito Juárez de Oaxaca (UABJO), es la segunda escuela de música de enseñanza superior en el estado de Oaxaca, y una de las más importantes instituciones de música en el país. Su objetivo es promover las expresiones culturales y artísticas de los pueblos indígenas de México.

## Historia
El Fondo Nacional para las Actividades Sociales (Fonapas) y el Instituto Nacional Indigenista (INI) crearon un programa de beneficio social que entre otras actividades consideraron promover las expresiones culturales y artísticas del Pueblo de México. Por el alto nivel de práctica y vida musical de las bandas filarmónicas de los pueblos Mixes, el 16 de noviembre de 1977 las Autoridades de la región mixe decidieron establecer una escuela de música en Santa María Tlahuitoltepec, en la sierra mixe, Oaxaca, que posteriormente se llamó Centro de Capacitación Musical Mixe "CECAM" y después, Centro de Capacitación y Desarrollo de la Cultura Mixe.
De 1979 a 1983 se impartieron cursos eventuales e intensivos para los músicos y directores de banda filarmónicas. De 1983 a 1999 se realizaron cursos ordinarios de acuerdo al ciclo escolar para los alumnos provenientes de las diferentes comunidades indígenas del estado de Oaxaca, músicos, formadores y directores de Bandas. De 1999 a 2001 Se sistematiza el Programa anterior en Iniciación Musical para 3 años y como propedéutico al Bachillerato Musical, el cual inicia a partir del ciclo escolar 2001-2002, programado también para 3 años. Sus egresados regresan en su mayoría a fortalecer y a consolidar las bandas filarmónicas de sus pueblos y a la vez otros prosiguen sus estudios en algunas partes de los estados de la república mexicana.

## Oferta educativa
Es un centro de Educación Musical indígena es autónomo en su organización, operación y planes de estudios, con apoyo eventual y aislado por parte de las instituciones gubernamentales estatales y federales.
Tiene como propósito desarrollar una educación y formación musical con principios comunitarios para consolidar a las bandas filarmónicas de los pueblos Mixes y de otros hablantes indígenas; así fortalecer los valores culturales y la identidad histórica. Otro propósito es que, a través del proceso de enseñanza-aprendizaje se propicien espacios para formar hombres y mujeres responsables, capaces de buscar, valorar, fortalecer y promover los valores del patrimonio cultural.
Actualmente ofrece dos niveles educativos: Inducción Musical con duración de 2 años; y Técnico Profesional en Música Tradicional de Oaxaca.

## Discografía
Su discografía incluye 17 producciones de las cuales los más recientes son: Xëëw, que significa "fiesta" (2013). En este disco cuentan con la participación de artistas de talla internacional como: Lila Downs, Adrián Terrazas-González, Natalia Lafourcade, Susana Harp, Troker, Colectivo Aho, Sonex, Marya Reyna, Belafonte Sensacional, Ana Díaz, Ely Guerra, Hello Seahorse, entre otros; quienes colaboran en la composición y arreglos de temas originales y sones tradicionales.
- Ensambles de Metales y Percusiones del CECAM (2011).
- Sones de tierra y nube vol. I y II (2009), discos en el que se comparten créditos con Fernando de la Mora, Susana Harp, Horacio Franco, Héctor Infanzón, Miguel Ángel Samperio y Andrés Vergara entre otros.

## Publicaciones
Los libros publicados hasta el momento por parte del CECAM son: 
- Música, expresión de 20 divinidades (2007)
- Método de entonación (2016)
- Método de Solfeo (2016)
- Introducción a los instrumentos de aliento (2016)
- Revista de composición Nueva Música Oaxaqueña (núm. 1 y 2)
- Memoria del cuadragésimo aniversario del Centro de Capacitación y Desarrollo de la Cultura Mixe (CECAM) (2017)